# Isiolo
Isiolo es una ciudad de la provincia Oriental, en Kenia. Muchos habitantes son descendientes de soldados somalíes que habían luchado en la Primera Guerra Mundial, debido al hecho de que esta población creció alrededor de campos militares. Tiene una población de 12.000 habitantes (censo de 1999). La ciudad es conocida por un gran mercado que posee, y la fabricación de joyas es la industria local.
- Datos: Q1020292
- Multimedia: Isiolo / Q1020292